# Loge Saint Napoléon

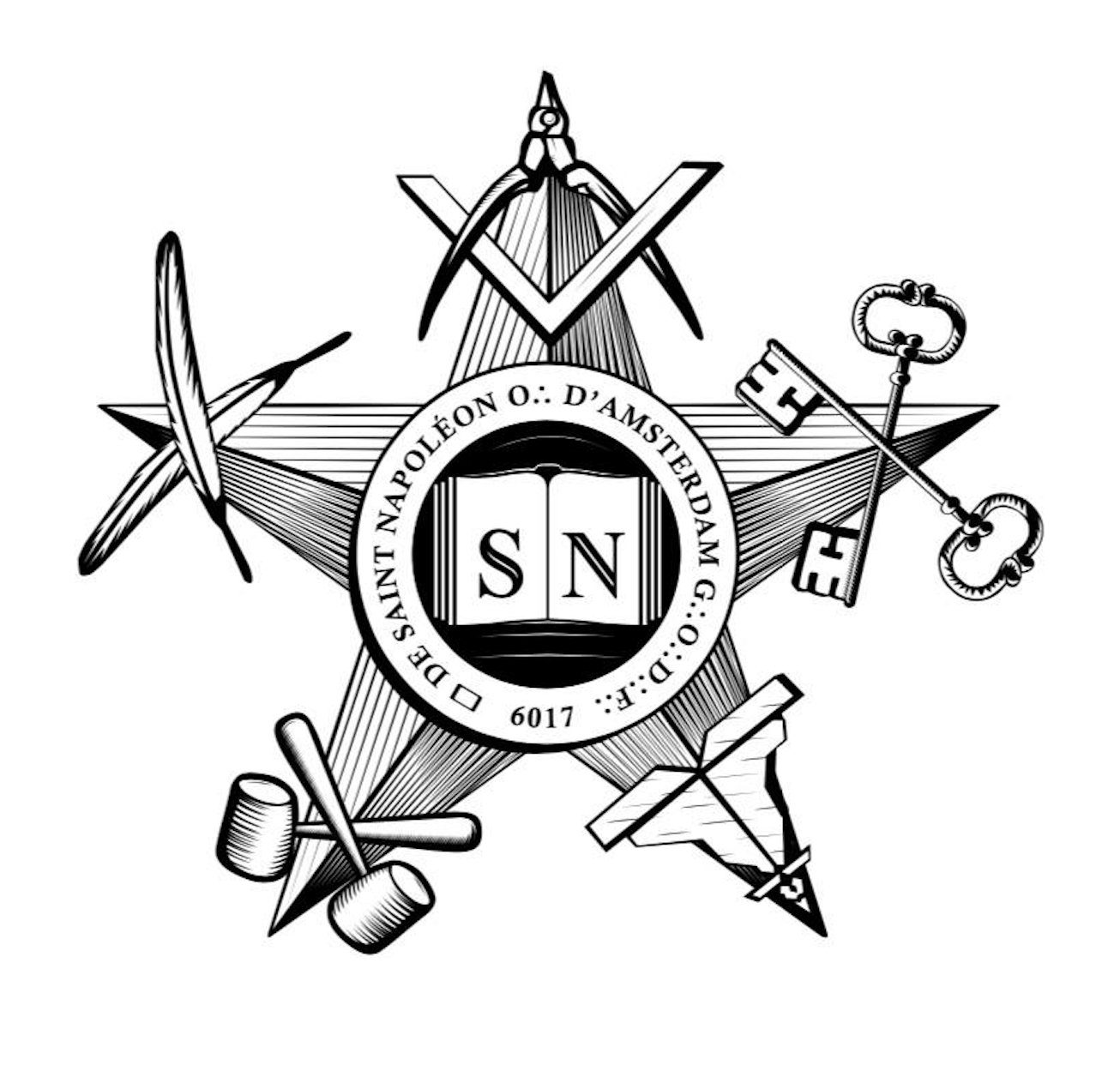
Nieuwe zegel van Loge Saint Napoleon uit 2017

Loge Saint Napoléon is een Franse Vrijmetselaarsloge in Amsterdam opgericht op 15 oktober 1810 onder het Grand Orient de France (GODF) met Maarschalk Oudinot als voorzitter. Na de val van de Franse Republiek komt in 1813 het nieuwe Koninkrijk der Nederlanden tot stand. De Franse officieren keren terug naar Frankrijk en achtergebleven Amsterdamse leden van Loge Saint Napoléon richten met instemming van Koning Willem I in 1814 een nieuwe loge in zijn naam op onder de Orde van Vrijmetselaren onder het Grootoosten der Nederlanden, te weten Loge Willem Fredrik. Op deze manier verzekert de Koning zich van de steun van een Amsterdamse loge, die veel bestuurders telt onder zijn leden. Loge Saint Napoléon blijft tot 1835 bestaan als actieve loge in Parijs.

## Heroprichting: 2017
In de loop van de jaren voorafgaand aan 2017 ontstaat er tussen broeders van Loge Willem Fredrik een verschil van mening over:
- Het gebruik van de bijbel, en het verplichte geloof in een 'Opperwezen' binnen de Nederlandse orde
- Het niet toelaten van vrouwen binnen de Nederlandse orde

Dit wordt door een groep ere-, en (oud)bestuursleden als niet meer van deze tijd gezien, en zij besluiten in juli 2017 in samenwerking met het Grand Orient de France (GODF) de Loge Saint Napoleon formeel te heroprichten om zodoende de Franse vrijmetselarij, die (naar hun mening) toleranter en minder dogmatisch is, in Nederland nieuw leven in te blazen.